# Mohalakó sisakgomba
A mohalakó sisakgomba (Galerina hypnorum) a Hymenogastraceae családba tartozó, Eurázsiában, Észak-Amerikában és Ausztráliában honos, erősen korhadó fán, humuszos talajon, moha között élő, nem ehető gombafaj. 

## Megjelenése
A mohalakó sisakgomba kalapja 1-3 (4) cm széles, alakja eleinte tompán kúpos, majd szélesen kúpos vagy harangszerű, idősen domború. Felszíne sima, mélyen, majdnem a kalap közepéig bordázott. Higrofán: színe nedvesen piszkos mézsárga. okkersárga; kiszáradva halványokkeres, halvány sárgásbarnás. 
Húsa vékony, törékeny; színe sárgás, sárgásbarnás. Szaga és íze nem jellegzetes, esetleg kissé lisztszagú.
Ritkás lemezei tönkhöz nőttek. Színük sárgás, sárgásbarna, okkerszínű, mézbarna. 
Tönkje 1,5-6 (7) cm magas és 0,5-1 mm vastag. Alakja egyenletesen hengeres, néha a tövénél kissé megvastagodott, törékeny. Felszíne a csúcsánál hamvas, lejjebb sima. Színe halványsárga, idősen a tövénél sötétebb. 
Spórapora narancsbarna, vörösbarna. Spórája tojásdad vagy citrom alakú, felszíne finoman egyenetlen, mérete 9-14 x 5,5-7 µm.

### Hasonló fajok
A lápi sisakgomba, tőzeges sisakgomba, szálastönkű sisakgomba, gyepi sisakgomba hasonlíthat hozzá.   

## Elterjedése és termőhelye
Eurázsiában, Észak-Amerikában és Ausztráliában honos.
Erősen korhadó fán vagy növényi maradványokon, humuszban gazdag talajon, nedves környezetben található meg, többnyire moha között. Nyáron és ősszel terem.  

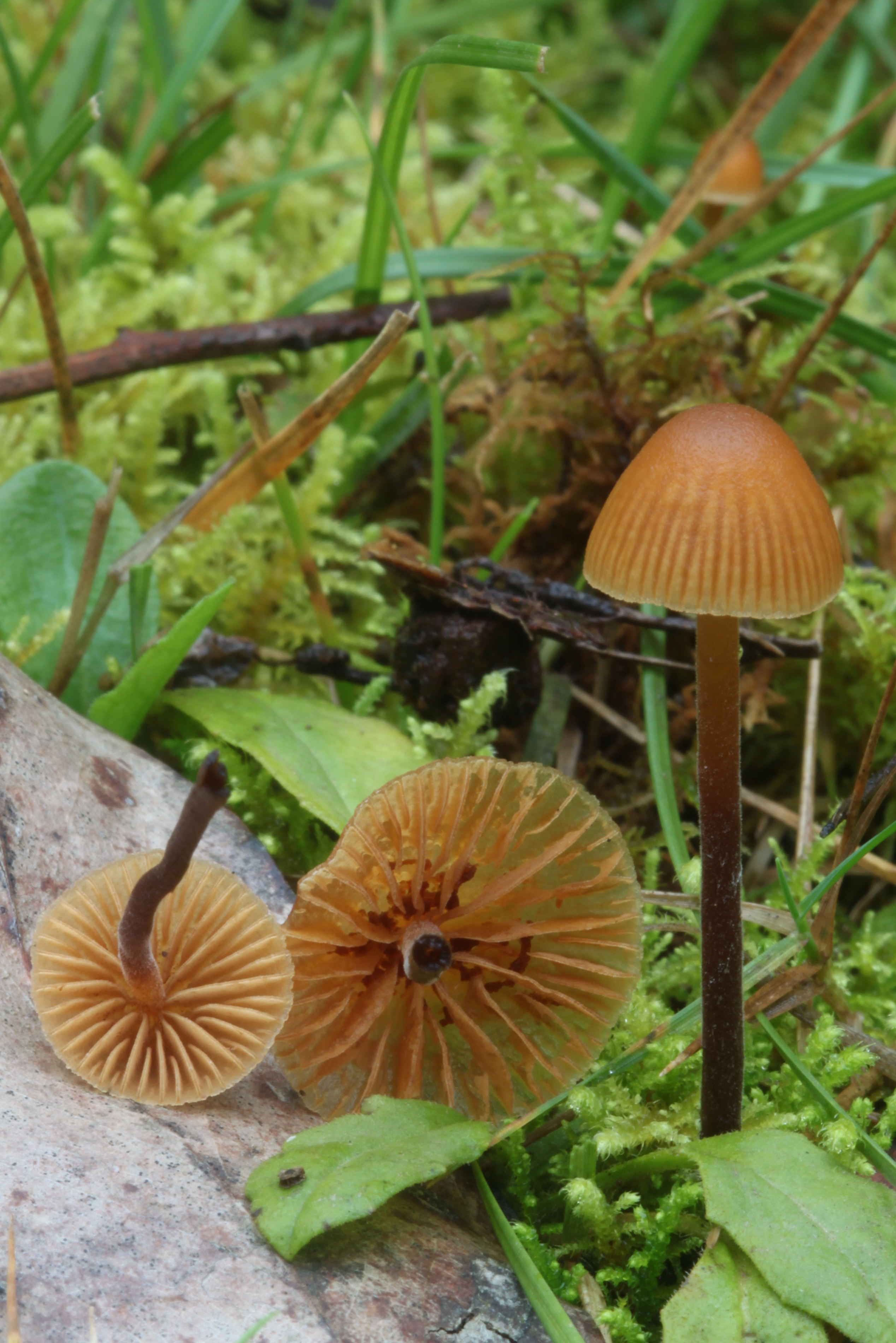
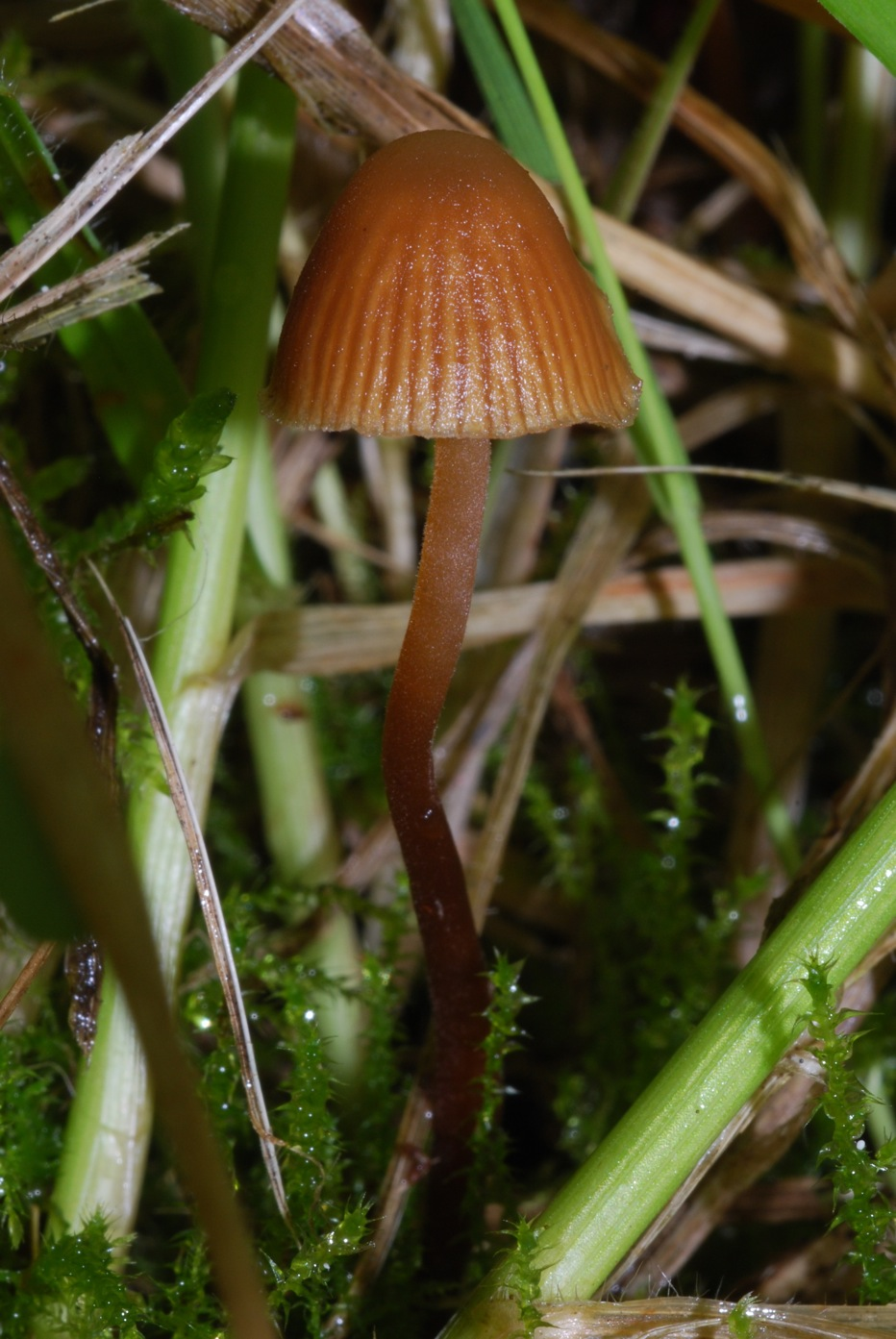
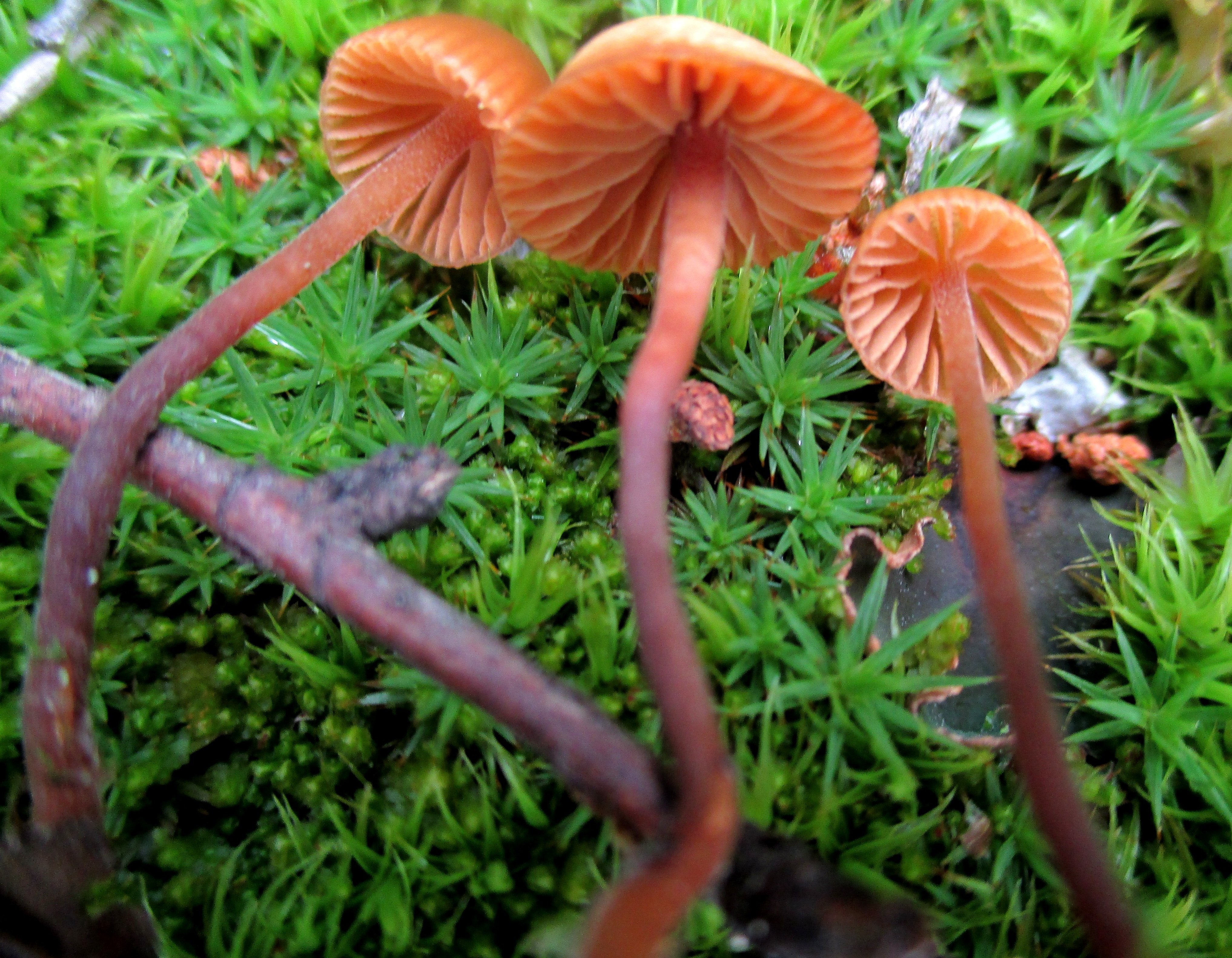
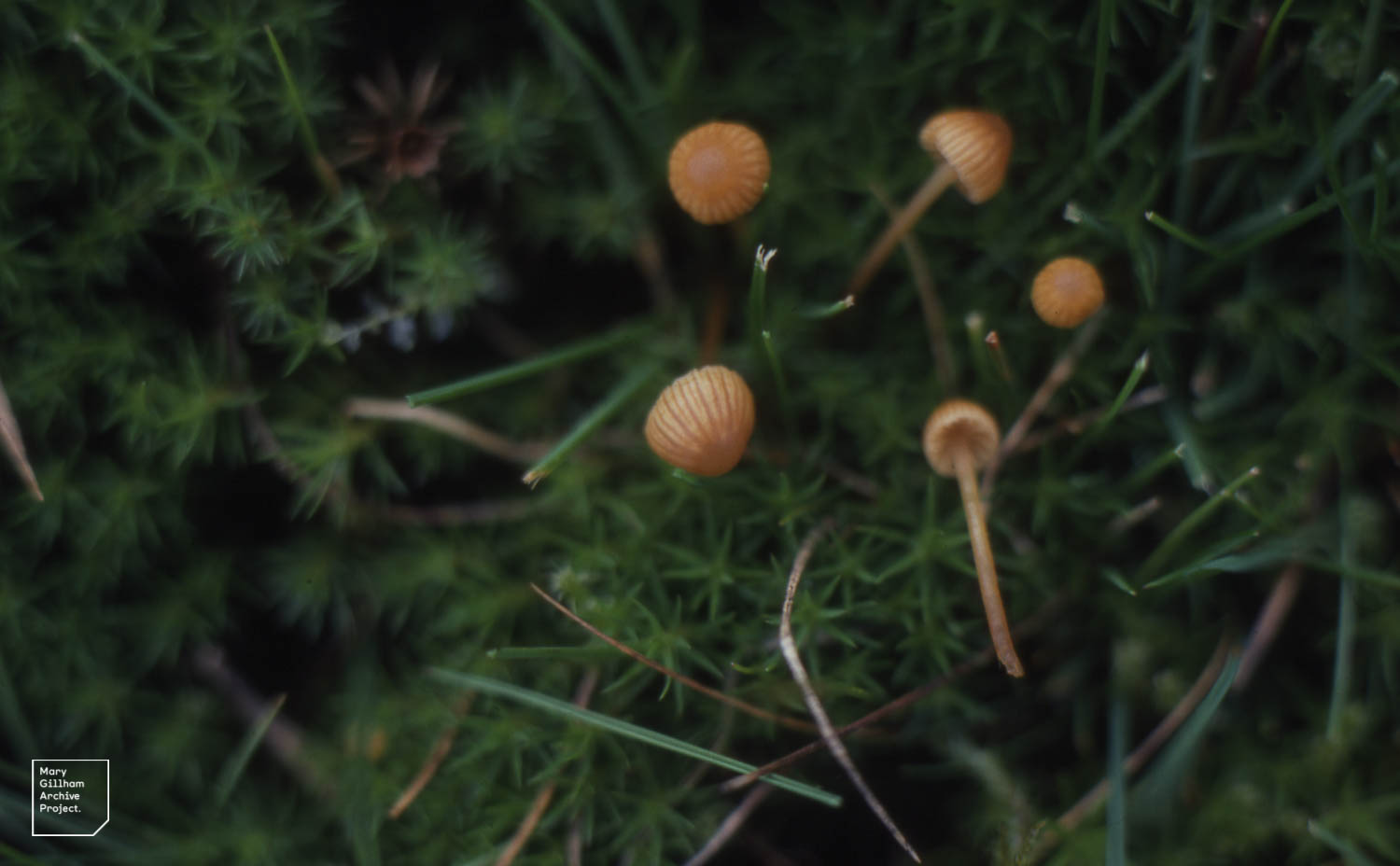
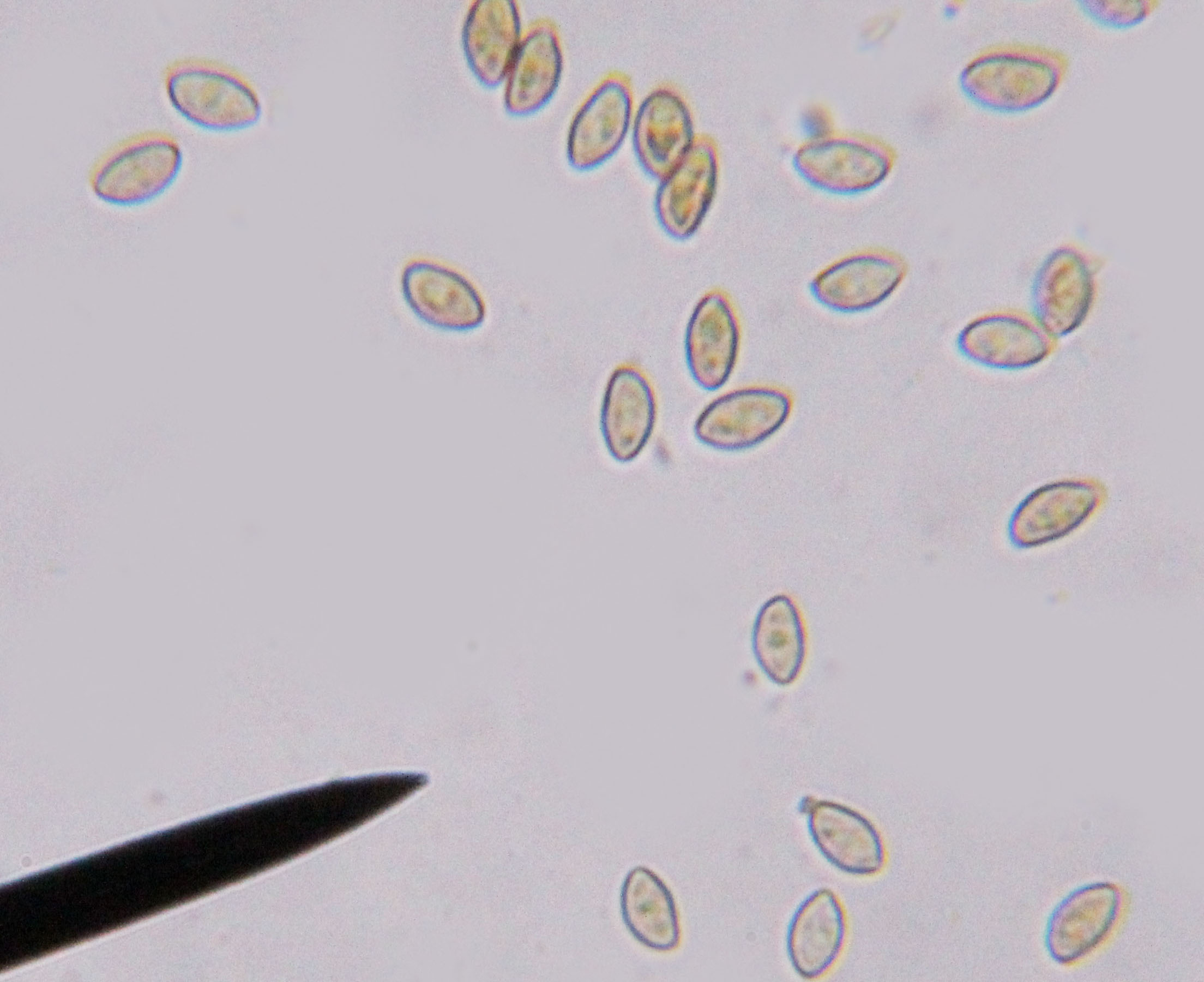

Nem ehető. 